# 온나라 서비스
온나라 서비스(Onnara service)는 대한민국 정부에서 행정안전부가 중앙행정기관과 지방자치단체의 문서결재, 지식관리, 메일과 영상회의 등을 위해 운영하는 업무시스템 또는 공무원용 서비스이다. 2005년에 문서결재 중심의 '온-나라 업무관리시스템'이 구축되며 서비스가 시작되었고, 2016년에 지식관리, 메일과 영상회의까지 연계하여 '온-나라 서비스'로 확대되었고, 2022년에 '온나라 서비스'로 명칭이 변경되었다.

## 주요 연혁
- 2005년 정부 업무관리시스템 '온-나라' (On-Nara Business Process System) 개발 (현재 '온나라 문서')
- 2008년 정부통합지식행정시스템 'GKMC' (Government Knowledge Management Center) 개발 (현재 '온나라 지식')[1][2]
- 2014년 정부통합의사소통시스템 '나라e음' 개발 (현재 '온나라 이음')
- 2015년 온-나라 시스템과 정부통합지식행정시스템(GKMC)을 클라우드 기반으로 재개발
- 2016년 온-나라 문서2.0 서비스를 일부 기관부터 적용
- 2016년 통합 온-나라 서비스 개시
- 2022년 종전의 '온-나라 서비스'를 '온나라 서비스'로 명칭을 변경하고 도메인도 on-nara.go.kr에서 onnara.go.kr 도메인으로 변경함

## 2005년~2015년
2016년 이전에는 (1) 기관별 문서결재 등을 위한 '온-나라 BPS', (2) 범정부 지식관리를 위한 '정부통합지식시스템'(GKMC), (3) 범정부 PC영상회의 등을 위한 '정부통합의사소통시스템'(나라e음)이 있었다. 시스템별로 회원관리가 이루어졌고, 사용자는 각각 회원가입하고, 각각 아이디와 비밀번호를 가지고 있었다.

### 온-나라 업무관리스템
2005년 행정자치부는 '온-나라 업무관리시스템'(On-nara Business Process System), 즉 '온-나라 BPS'를 개발하였다. 그 이전에는 부처별로 전자결재 시스템이 달랐고, 표준 규격에 따라 서로 공문을 주고 받는 정도였다. '온-나라 BPS'는 정부기능분류체계(Business Reference Model, BRM)에 따라 모든 문서를 체계적으로 분류하고, 문서와 함께 메모보고 방식을 제공하였다. 행정자치부 등에서 시작하여, 약 10년에 걸쳐 부처, 지자체 등 거의 모든 정부기관으로 확산했다. 이 '온-나라 BPS' 시스템은 정부의 공문서 관리를 표준화, 체계화한 성과를 거두었지만, 기관별로 각기 서버를 관리하는 방식이었다. 2016년 초를 기준으로 전국에 약 280개 서버가 있었다. 어떤 결재든 한 기관 내에서만 가능했기 때문에, 하나의 공문에 둘 이상 기관 담당자가 공동으로 결재하는 것은 불가능했다. 또한 전자결재 공문서 하나당 첨부파일은 6 MB 이내로 제한되어 있었다. 2016년 클라우드 기반의 시스템이 구축되면서, 구분하기 위해 종전 방식의 이 시스템을 '온-나라 문서 1.0'이라고 부르고 있다.

### 정부통합지식행정시스템 (GKMC)
2008년 행정자치부는 '정부통합지식행정시스템'(Government Knowledge Management Center, GKMC)을 개발하였는데, 이것은 그 전까지 기관별로 나뉘어 있던 지식관리시스템(KMS)을 범정부적으로 통합하려는 시도였다. 이 GKMC는 사용자가 개별적으로 가입해야 하는 방식이었기 때문에, 자료를 하나 게시하려 해도 회원 등록부터 하고 따로 로그인을 해야 했다. 만약 그 사용자가 다른 부처나 지자체로 소속을 옮기면, 본인이 소속에 대한 정보를 수정해야 했다. 그러다보니 한 사람이 여러 번 가입한 경우도 있었고, 이미 퇴직한 공무원들의 정보도 시스템에 그대로 남아 있는 경우가 있는 등, 회원정보의 업데이트가 원활하지 않았다.

### 정부통합의사소통시스템 (나라e음)
2014년 행정자치부는 정부통합의사소통시스템인 '나라e음'을 개발했다. 핵심 기능은 메신저와 PC영상회의였다. 처음에는 행정망에서만 쓸 수 있었고, GKMC처럼 사용자가 스스로 가입해야 하는 방식이었다.
2015년 초에 나라e음의 사용자 관리 방식을 개편하여, 중앙부처와 광역자치단체에서는 온-나라 시스템, 기초자치단체에서는 새올행정시스템으로부터 사용자 정보를 모음으로써, 부처와 지자체의 공무원들이 개별적으로 회원가입하지 않더라도, 자동으로 회원으로 등록되고, 소속기관이나 직급 등이 업데이트되도록 하였다. 

## 2016년~2021년
2016년 2월 행정자치부(지금의 행정안전부)는 기존의 3개 시스템을 기반에서부터 크게 개편하고, 3개 시스템의 사용자를 통합하고, 여러 서비스를 연계하고 확대하여, '통합 온-나라' 서비스를 시작했다. 한번 로그인해서, 세 시스템을 넘나들며 이용할 수 있게 되었고, 기관 업무포털에서 싱글-사인-온(Single-Sign-On, SSO)으로 로그인할 수 있게 되었으며, 세 시스템의 메뉴를 통합하였다. 이제 사용자는 '결재' 메뉴를 눌러서 문서를 결재하다가, 그 옆의 '지식' 메뉴를 눌러서 각종 업무편람을 검색하여 내려받고, 'PC영상회의' 메뉴를 눌러서 다른 기관의 공무원과 얼굴을 보면서 영상회의를 할 수 있게 되었다. 거의 모든 부처와 지자체 공무원 약 50만명에게 '클라우드 통합계정'으로 제공하였다.

### 온-나라 문서
2016년 행정자치부는 클라우드 기반의 '온-나라 문서 2.0'을 개발했다. 이 '온-나라 문서 2.0' 시스템은 기관별로 서버를 따로 관리하는 것이 아니라, '정부 클라우드'(G-Cloud)상에서 작동하는 시스템이다. 기관간에 다른 기관의 문서를 검색할 수도 있고, 대용량 파일을 첨부할 수도 있다. 하나의 공문서에 둘 이상의 기관이 공동으로 기안하고 결재할 수도 있다.
2016년에 위원회 기관들에 먼저 '온-나라 문서 2.0' 시스템이 적용되었고, 2017년과 2018년에 걸쳐 거의 모든 부처, 그리고 일부 지자체로 확산되고 있다. 특히 지자체들은 기관별 서버의 내구 연한과 네트워크 특성 등을 감안하여 단계적으로 전환될 예정이다.

### 온-나라 지식
2016년 행정자치부는 기존 GKMC를 전면 개편하여, 새로운 범정부 지식관리시스템인 '온-나라 지식' 서비스를 시작했다. 이미 있던 자료 158만건을 모두 옮겨 담었고, 이번에는 '클라우드 통합계정'을 기반으로 했기 때문에 중앙부처와 지방자치단체 공무원 50여만명의 정보가 정기적으로 반영되도록 하였다. '온-나라 지식'은 GKMC에 있던 지식공유, 커뮤니티 기능만이 아니라, 주제별 게시판, 일정관리 등 새로운 기능도 추가했다. 신설된 서비스 중 하나는 '온-나라 메일'이다. 정부기관에서 행정망과 인터넷망으로 네트워크를 분리한 후에는 중앙부처와 지자체 간에 메일을 주고받는 데 불편이 컸는데, '온-나라 메일'을 이용하면, 행정망에서 부처, 지자체의 50만명이 넘는 공무원들이 이름이나 부서로 쉽게 검색해서 메일을 주고 받을 수 있게 되었다. 또한 행정망에서 작성하여 인터넷망의 공직자통합메일 등 정부 메일로 발송할 수도 있다.

### 온-나라 이음
2016년에는 소셜 기능이 가미된 '담벼락'과 '협업포인트' 서비스가 추가되었다. 과거의 '나라e음 메신저'는 '온-나라 메신저'로 이름이 바뀌고, 스마트폰의 '바로톡' 서비스와도 연계가 이루어졌다. 또한 2016년 5월 국회사무처 등도 온-나라 PC영상회의를 이용할 수 있게 되었고, 민원인과 온-나라 PC영상회의로 원격영상 민원상담하는 것도 가능해졌다.

## 2022년 이후
행정안전부는 2022년 10월 29일 '온-나라 서비스'를 '온나라 서비스'로 명칭 변경하였다. 또한 2022년 12월 15일에는 '온나라 메일'을 '온메일'로 명칭 변경하였다.
행정안전부는 '온나라 메신저'의 기능과 이용방법을 온톡' 서비스를 준비하여, 2023년 4월 행정안전부와 세종특별자치시에서 시범운영하기 시작했다. 이어서 5월 11일에는 이용기관을 모든 중앙행정기관으로 확대했고, 5월 중에 모든 지방자치단체로 확대하고 있다. 기존 '온나라 메신저'는 6월 1일 종료될 예정이다.

## 참고
1. ↑  정부통합지식관리시스템 21일 개통, 전자신문, 2008년 1월 18일 작성, 2017년 5월 26일 확인
2. ↑  행자부, 정부통합지식관리시스템 ‘온-나라 지식나라’ 개통, 뉴스와이어, 2008년 1월 18일 작성, 2017년 5월 26일 확인
3. ↑  온나라시스템: 행정 서비스 향상 위한 `디지털 중추 신경망`, 디지털타임스, 2013년 9월 29일 작성, 2016년 2월 10일 확인
4. ↑  읍면동장-제주도지사 PC로 출장없이도 영상대면, 일간제주, 2015년 6월 16일 작성, 2015년 10월 3일 확인
5. ↑  행자부 PC영상회의 대상에 지방공기업 포함, 헤럴드 경제, 2016년 2월 11일 작성, 2016년 2월 11일 확인
6. ↑  서주현, "통합 온-나라 시스템", 행정포커스 제125호, 서울: 한국행정연구원, 2017, 61쪽
7. ↑  서주현, "통합 온-나라 시스템", 행정포커스 제125호, 서울: 한국행정연구원, 2017, 61-62쪽
8. ↑  서주현, "통합 온-나라 시스템", 행정포커스 제125호, 서울: 한국행정연구원, 2017, 62-63쪽
9. ↑  서주현, "통합 온-나라 시스템", 행정포커스 제125호, 서울: 한국행정연구원, 2017, 63쪽
10. ↑  정부-국회도 PC로 영상회의…세종-서울 출장 줄어든다, 매일경제, 2016년 5월 18일 작성, 2016년 6월 10일 확인
11. ↑  정부 민원상담 집에서 PC로 한다, 서울신문, 2016년 5월 24일 작성, 2016년 6월 10일 확인
12. ↑  한국토지주택공사가 2007년부터 '온나라 부동산포털서비스'에 onnara.go.kr 도메인을 사용했으나, 2018년 이 서비스의 명칭을 '씨리얼'(SEE:REAL)로 변경하면서 onnara.go.kr 도메인의 사용을 중단했다. 2022년에 행정안전부가 onnara.go.kr 도메인을 확보했고, 이 '온나라 서비스'에 사용하고 있다.

### 인터넷에서 접속할 수 있는 서비스
- meet.onnara.go.kr: 온회의 (인터넷과 정부 업무망에서 동시에 접속할 수 있고, PC나 스마트폰의 웹브라우저만으로 이용할 수 있는 영상회의)
- vc.on-nara.go.kr: 인터넷 온나라 PC영상회의 (윈도우에서 프로그램을 설치해서 접속하고 이용할 수 있는 영상회의)

### 정부 내부 업무망에서 접속할 수 있는 서비스 (인터넷에서는 깨진 링크로 표시될 수 있음)
- www.onnara.go.kr: 온나라 홈 (온나라 지식 내)
- kms.onnara.go.kr[깨진 링크(과거 내용 찾기)]: 온나라 기관별 표준 KMS (온나라 지식 내)
- mail.onnara.go.kr[깨진 링크(과거 내용 찾기)]: 온메일 (온나라 지식 내)
- eum.onnara.go.kr[깨진 링크(과거 내용 찾기)]: 온나라 이음
- onnara.saas.gcloud.go.kr[깨진 링크(과거 내용 찾기)]: 온나라 문서2.0